# Colin Morgan
Colin Morgan (Armagh, 1 januari 1986) is een Noord-Ierse acteur.

## Biografie
Morgan studeerde onder andere aan het Integrated College Dungannon en het Royal Conservatoire of Scotland. Na zijn studie werd Morgan als acteur actief zowel in theater als in televisieseries en langspeelfilms. Hij verkreeg grotere bekendheid door zijn hoofdrol als Merlin in de televisieserie Merlin. Morgan won hiermee de prijs voor beste mannelijke acteur in de Britse National Television Awards. Hij speelde onder andere ook in Doctor Who als het personage Jethro Cane. Morgan was ook te horen in enkele radiohoorspelen op BBC Radio 4.

## Filmografie (selectie)
- 2007, 2009: The Catherine Tate Show (tv-serie, 2 afl.)
- 2008: Doctor Who (tv-serie, 1 afl.)
- 2008–2012: Merlin (tv-serie, 65 afl.)
- 2010: Parked
- 2011: Island
- 2014: Quirke (tv-serie, 1 afl.)
- 2014: Testament of Youth
- 2014–2016: The Fall (tv-serie, 9 afl.)
- 2015-heden: Humans (tv-serie)
- 2015: Legend
- 2016:The Huntsman & The Ice Queen (The Huntsman: Winter’s War)
- 2016: The Living and the Dead (tv-serie)
- 2018: The Happy Prince

- Biblioteca Nacional de España: XX4907306
- Bibliothèque nationale de France: cb162606305 (data)
- Gemeinsame Normdatei: 1037193504
- International Standard Name Identifier: 0000 0001 0870 6604
- Library of Congress Control Number: no2013044245
- MusicBrainz: c452638d-ef37-4367-ba23-74fdef96e305
- Nationale Bibliotheek van Tsjechië: xx0310381
- Nationale Bibliotheek van Israël: 987011827478405171
- Nederlandse Thesaurus van Auteursnamen: 320905535
- Système universitaire de documentation: 234328037
- Virtual International Authority File: 615149198319374940002